# NObjective
NObjective — это высокопроизводительный мост связывающий мир неуправляемого Objective-C кода с управляемым кодом .NET.
Существующие мосты (Cocoa, Monobjc, mobjc) не удовлетворяют более чем по одному параметру:
- Минимальные непроизводительные издержки. Мост должен потреблять минимум памяти и при этом работать максимально быстро.

- Возможность автоматической генерации кода для Objective-C обёрток. Apple из версии в версию своей операционной системы меняет как существующие Objective-C классы, так и добавляет новые и каждый раз обновлять/исправлять исходники классов обёрток как невыгодно по времени так и чревато ошибками связанными с человеческим фактором. К примеру в Tiger насчитывается примерно 2000 основных классов и 20 000 методов к ним, а в Leopard уже 2300 классов и 23 000 методов. Использование кодогенерации позволит примерно за считанные секунды получить сгенерированные обёртки на любую новую версию Mac OS X.

- Кросс-рантаймовый проброс исключений. Mono обычно не очень довольно longjmp поведением Objective-C исключений. Objective-C тоже на языке стек-фреймов говорит что ему .NET исключения тоже не по душе. Обычно в таких случаях используется LIBFFI, но в этом мосте используется PowerPC и x86 ассемблерные трамплины, позволяющие делать максимально быстрые и защищённые managed<-->unamanged переходы.

- Работа на обеих, наиболее популярных версиях Mac OS X Tiger и Leopard.